# Косколь (озеро, Северо-Казахстанская область)
Косколь (каз. Қоскөл) — озеро в Район Шал Северо-Казахстанской области Казахстана. Находится к западу от села Семиполки.
По данным топографической съёмки 1940-х годов, площадь поверхности озера составляет 1,57 км². Наибольшая длина озера — 2,6 км, наибольшая ширина — 0,9 км. Длина береговой линии составляет 7 км, развитие береговой линии — 1,56. Озеро расположено на высоте 157,7 м над уровнем моря.
По данным обследования 1957 года, площадь поверхности озера составляет 1 км². Максимальная глубина — 0,9 м, объём водной массы — 0,5 млн. м³, общая площадь водосбора — 53,8 км².
Озеро входит в перечень рыбохозяйственных водоёмов местного значения.